# Kabinet-Morrison II
Het kabinet-Morrison II was de regering van het Gemenebest van Australië van 30 mei 2019 tot 22 mei 2022.
| Ambtsbekleder                                 | Ambtsbekleder     | Ambtsbekleder            | Functie(s)                                                 | Ambtstermijn      | Ambtstermijn      | Partij |
| --------------------------------------------- | ----------------- | ------------------------ | ---------------------------------------------------------- | ----------------- | ----------------- | ------ |
|                                               | Scott Morrison    | Scott Morrison (1968)    | Premier                                                    | 24 augustus 2018  | 22 mei 2022       | LP     |
|                                               | Michael McCormack | Michael McCormack (1964) | Vicepremier                                                | 26 februari 2018  | 22 juni 2021      | NPA    |
| Minister van Infrastructuur                   | Michael McCormack | Michael McCormack (1964) |                                                            | 26 februari 2018  | 22 juni 2021      | NPA    |
| Minister van Regionale Ontwikkeling           | Michael McCormack | Michael McCormack (1964) | 24 augustus 2018                                           |                   | 22 juni 2021      | NPA    |
|                                               | Barnaby Joyce     | Barnaby Joyce (1967)     | Vicepremier                                                | 22 juni 2021      | 22 mei 2022       | NPA    |
| Minister van Infrastructuur                   | Barnaby Joyce     | Barnaby Joyce (1967)     |                                                            | 22 juni 2021      | 22 mei 2022       | NPA    |
| Minister van Regionale Ontwikkeling           | Barnaby Joyce     | Barnaby Joyce (1967)     |                                                            | 22 juni 2021      | 22 mei 2022       | NPA    |
|                                               | Peter Dutton      | Peter Dutton (1970)      | Minister van Binnenlandse Zaken                            | 20 december 2017  | 30 maart 2021     | LP     |
|                                               | Karen Andrews     | Karen Andrews (1960)     | Minister van Binnenlandse Zaken                            | 30 maart 2021     | 22 mei 2022       | LP     |
|                                               | Marise Payne      | Marise Payne (1964)      | Minister van Buitenlandse Zaken                            | 24 augustus 2018  | 22 mei 2022       | LP     |
|                                               | Josh Frydenberg   | Josh Frydenberg (1971)   | Minister van Financiën                                     | 24 augustus 2018  | 22 mei 2022       | LP     |
|                                               | Christian Porter  | Christian Porter (1970)  | Minister van Justitie                                      | 20 december 2017  | 30 maart 2021     | LP     |
| Leider in het Huis van Afgevaardigden         | Christian Porter  | Christian Porter (1970)  | 30 mei 2019                                                |                   | 30 maart 2021     | LP     |
|                                               | Michaelia Cash    | Michaelia Cash (1970)    | Minister van Justitie                                      | 30 maart 2021     | 22 mei 2022       | LP     |
|                                               | Linda Reynolds    | Linda Reynolds (1965)    | Minister van Defensie                                      | 30 mei 2019       | 30 maart 2021     | LP     |
|                                               | Peter Dutton      | Peter Dutton (1970)      | Minister van Defensie                                      | 30 maart 2021     | 22 mei 2022       | LP     |
| Leider in het Huis van Afgevaardigden         | Peter Dutton      | Peter Dutton (1970)      | LP                                                         | 30 maart 2021     | 22 mei 2022       |        |
|                                               | Greg Hunt         | Greg Hunt (1961)         | Minister van Volksgezondheid                               | 13 januari 2017   | 22 mei 2022       | LP     |
|                                               | Michaelia Cash    | Michaelia Cash (1970)    | Minister van Arbeid                                        | 11 april 2019     | 30 maart 2021     | LP     |
|                                               | Stuart Robert     | Stuart Robert (1970)     | Minister van Arbeid                                        | 30 maart 2021     | 22 mei 2022       | LP     |
|                                               | Anne Ruston       | Anne Ruston (1963)       | Minister van Sociale Zaken                                 | 30 mei 2019       | 22 mei 2022       | LP     |
|                                               | Dan Tehan         | Dan Tehan (1968)         | Minister van Onderwijs                                     | 24 augustus 2018  | 22 december 2020  | LP     |
|                                               | Alan Tudge        | Alan Tudge (1971)        | Minister van Onderwijs                                     | 22 december 2020  | 22 mei 2022       | LP     |
| Minister voor Jeugd Zaken                     | Alan Tudge        | Alan Tudge (1971)        | LP                                                         | 22 december 2020  | 22 mei 2022       |        |
|                                               | Karen Andrews     | Karen Andrews (1960)     | Minister van Industriële Zaken en Wetenschap               | 24 augustus 2018  | 30 maart 2021     | LP     |
|                                               | Christian Porter  | Christian Porter (1970)  | Minister van Industriële Zaken en Wetenschap               | 30 maart 2021     | 20 september 2021 | LP     |
|                                               | Melissa Price     | Melissa Price (1963)     | Minister van Industriële Zaken en Wetenschap               | 20 september 2021 | 22 mei 2022       | LP     |
| Minister voor Defensie Productie              | Melissa Price     | Melissa Price (1963)     | 30 mei 2019                                                | LP                | 22 mei 2022       |        |
|                                               | Bridget McKenzie  | Bridget McKenzie (1969)  | Minister van Landbouw                                      | 30 mei 2019       | 1 februari 2020   | NPA    |
|                                               | David Littleproud | David Littleproud (1976) | Minister van Landbouw                                      | 1 februari 2020   | 22 mei 2022       | NPA    |
|                                               | Sussan Ley        | Sussan Ley (1961)        | Minister van Milieu                                        | 30 mei 2019       | 22 mei 2022       | LP     |
|                                               | Paul Fletcher     | Paul Fletcher (1965)     | Minister van Cultuur en Communicatie                       | 30 mei 2019       | 22 mei 2022       | LP     |
|                                               | Simon Birmingham  | Simon Birmingham (1974)  | Minister voor Buitenlandse Handel                          | 24 augustus 2018  | 22 december 2020  | LP     |
|                                               | Dan Tehan         | Dan Tehan (1968)         | Minister voor Buitenlandse Handel                          | 22 december 2020  | 22 mei 2022       | LP     |
|                                               | Angus Taylor      | Angus Taylor (1966)      | Minister voor Energie                                      | 24 augustus 2018  | 22 mei 2022       | LP     |
|                                               | Alan Tudge        | Alan Tudge (1971)        | Minister voor Stedelijke Ontwikkeling                      | 30 mei 2019       | 22 december 2020  | LP     |
|                                               | Matt Canavan      | Matt Canavan (1980)      | Minister voor Ontwikkelingen en het Noordelijk Territorium | 20 juli 2016      | 1 februari 2020   | NPA    |
|                                               | Keith Pitt        | Keith Pitt (1969)        | Minister voor Ontwikkelingen en het Noordelijk Territorium | 1 februari 2020   | 22 mei 2022       | NPA    |
| Minister voor Waterstaat en Rampenbestrijding | Keith Pitt        | Keith Pitt (1969)        | NPA                                                        | 1 februari 2020   | 22 mei 2022       |        |
|                                               | Ken Wyatt         | Ken Wyatt (1952)         | Minister voor Aboriginal Zaken                             | 30 mei 2019       | 22 mei 2022       | LP     |
|                                               | David Littleproud | David Littleproud (1976) | Minister voor Waterstaat en Rampenbestrijding              | 30 mei 2019       | 1 februari 2020   | NPA    |
|                                               | Stuart Robert     | Stuart Robert (1970)     | Minister voor Sociale Zekerheid                            | 30 mei 2019       | 30 maart 2021     | LP     |
|                                               | Linda Reynolds    | Linda Reynolds (1965)    | Minister voor Sociale Zekerheid                            | 30 mei 2019       | 22 mei 2022       | LP     |
|                                               | Darren Chester    | Darren Chester (1967)    | Minister voor Defensie Personeel                           | 5 maart 2018      | 1 juli 2021       | NPA    |
| Minister voor Veteranenzaken                  | Darren Chester    | Darren Chester (1967)    |                                                            | 5 maart 2018      | 1 juli 2021       | NPA    |
|                                               | Mathias Cormann   | Mathias Cormann (1970)   | Onderminister voor Financiën                               | 18 september 2013 | 22 december 2020  | LP     |
| Leider in de Senaat                           | Mathias Cormann   | Mathias Cormann (1970)   | 20 december 2017                                           |                   | 22 december 2020  | LP     |
|                                               | Simon Birmingham  | Simon Birmingham (1974)  | Onderminister voor Financiën                               | 22 december 2020  | 22 mei 2022       | LP     |
| Leider in de Senaat                           | Simon Birmingham  | Simon Birmingham (1974)  |                                                            | 22 december 2020  | 22 mei 2022       | LP     |